# ヤルマール・セーデルベリィ
ヤルマール・セーデルベリィ（Hjalmar Söderberg、1869年7月2日 - 1941年10月14日）は、スウェーデンのジャーナリスト、翻訳家、小説家。

## 生涯
スウェーデンの首都ストックホルムで生まれ育つ。役人一家。スウェーデンのウプサラ大学で学ぶがほどなく中退。しばらく税関で役人生活にて生計を立てたのち辞し、ジャーナリストに転じた。スウェーデンのクリシャンスタードの日刊紙『Kristianstadsbladet』やストックホルムの日刊紙『スヴェンスカ・ダーグブラーデット』で記者生活をしばし送った。
1895年にストックホルムで退廃生活をおくる主人公トマス・ヴェ―バーを描いた長編小説『Förvillelser』を世に送り文壇へ乗り出す。次いで短編集『Historietter』を経て1901年に自伝的性格を持つ2作目の長編『Martin Bircks ungdom』を発表。主人公の青年医師グラスが苦悩のうえやがて牧師を殺めてゆくという書簡体形式で語られる3作目の長編小説『Doktor Glas』を1905年に発表。本作は多数の言語に訳されており、米誌『タイム』は北欧の最高傑作と評した。
1906年に発表された戯曲『Gertrud』はのちの1964年にデンマークのカール・テオドア・ドライヤー監督によって同名（『ゲアトルーズ/ガートルード』）で映画化され、多くの賞を受賞している。セーデルベリィは戯曲を発表後にデンマークのコペンハーゲンに移り、生涯の多くを同地で過ごす。愛のさまざまな側面を描いて見せた4作目の長編『Den allvarsamma leken』を1912年に刊行、本国では20世紀に2回、21世紀に1回それぞれ映画化されている。
セーデルベリィはギ・ド・モーパッサン、アルフレッド・ド・ミュッセ、アナトール・フランス、ハインリヒ・ハイネ、イエンス・ペーター・ヤコブセンといった文筆家の作品をスウェーデン語に訳した。またコペンハーゲン時代に宗教の研究に没頭して複数の宗教書を刊行している。特に代表作は1918年刊行の『Jahves eld』や1928年刊行の『Jesus Barabbas』。
長年にわたってスウェーデンの日刊紙『Göteborgs Handels- och Sjöfartstidning』に掲載される書評を担当、さらにナチスに批判的な態度をとり、反ファシズムの文面も寄稿している。セーデルベリィは1941年にコペンハーゲンで没。2度結婚しており、ドーラやベティは女優、トムは歴史家、ミカエルは作家。

## 著作
- 『セーデルベリィ小品集』 古城健志訳注 大学書林 1994年
- 『医師グラスの殺意』 古城健志訳 コスモヒルズ  2006 年
- 『毛皮の外套』 トーシュテン・B・マッツソン訳 JS Schackforlag 2014年